# ميناء بيرايوس
ميناء بيرايوس هي الميناء البحري الرئيسي لمدينة أثينا باليونان، يقع على الخليج الساروني على السواحل الغربية لبحر إيجة وهو أكبر ميناء في اليونان وواحد من أكبر الموانئ في أوروبا.